# Cg (프로그래밍 언어)
Cg 또는 C for Graphics는 엔비디아가 마이크로소프트와 협력하여 개발한 상위 레벨 셰이딩 언어이다. 마이크로소프트의 HLSL과 매우 비슷하다.
Cg는 C 언어를 기반으로 하며, C 언어와 같은 문법을 가졌지만 일부 기능들은 변형되고 그래픽 처리 장치를 프로그래밍하기에 적절한 새로운 자료형이 추가되었다.

## 같이 보기
- 컴퓨터 프로그래밍
- 컴퓨터 그래픽스
- OpenGL
- DirectX